# Кано Мотонобу
Кано Мотонобу (яп. 狩野 元信 кано: мотонобу, род. 28 августа 1476 года — ум. 5 ноября 1559 года) — японский художник, патриарх школы Кано, один из крупнейших мастеров своего времени. Художественное наследие Мотонобу заложило фундамент для последующего расширения и успеха школы живописи Кано. Знаменит своими картинами на ширмах в китайском стиле (яп. 漢画 канга), в которых использовал золотую фольгу (яп. 金碧 кимпэки), его работы украшали множество буддийских храмов, дворцов и замков.
Художественное наследие Мотонобу невозможно ограничить рамками какого-либо стиля и жанра. Он создавал пейзажи и портреты в более декоративной, насыщенной деталями манере. Вероятно, это связано с тем, что он был тесно знаком с Тосой Мицунобу, который известен своим творчеством в стиле ямато-э. Именно это слияние китайской стилистики и иконографии с японскими эстетическими идеалами обеспечило школе Кано её высокое положение. Художественные навыки Мотонобу позволили ему адаптироваться к вкусу отдельных покровителей и создавать произведения, в которых смешивались китайский и японский стиль. Мотонобу также создал учебники, описывающие основные виды живописи Кано, благодаря чему школа процветала даже во время периода Сэнгоку.

## Биография
Кано Мотонобу был сыном Кано Масанобу, основателя школы Кано и придворного художника сёгуната Асикага. Стиль Масанобу сформировался на основе китайской монохромной живописи. Первое художественное образование Мотонобу получил, обучаясь у отца. Родственник Тосы Мицунобу, одного из последних великих представителей художественной школы Тоса, у которого он перенял некоторые стилистические черты живописи ямато-э и совместил с собственным стилем школы Кано, который основывался на китайской традиции канга.
Благодаря обширным политическим связям и влиянию в кругах правящей элиты Мотонобу создал и возглавлял академию живописи Эдокоро, разработал систему обучения художников в традиции школы Кано.
Отец Мотонобу, Кано Масанобу, был другом Тосы Мицунобу, который также находился при дворе сёгунов и возглавлял другое направление живописи — Тоса.
С 9 лет Мотонобу служил отошедшему от дел Асикаге Ёсимасе, затем его наследникам — Ёситанэ, Ёсидзуми и Ёсихару, а также другим крупным военачальникам, в частности, Хосокаве Такакуни. По крайней мере дважды Мотонобу демонстрировал свои ширмы императору Го-Нара.
Согласно поздним источникам, к 1530-м годам Мотонобу женился на Тиё, дочери главы школы Тоса, Тосы Мицунобу, от которой имел троих сыновей и имел свою небольшую мастерскую в северной части Киото. Тиё также была художницей школы Тоса и создавала картины в стиле ямато-э. Со временем мастерская расширялась, в ней работали родственники Мотонобу и его ученики, однако Мотонобу на протяжении всей жизни лично участвовал в создании произведений, не поручая всю работу ученикам. Помимо картин на ширмах, в мастерской изготавливали расписные веера.

### Творчество и особенности стиля

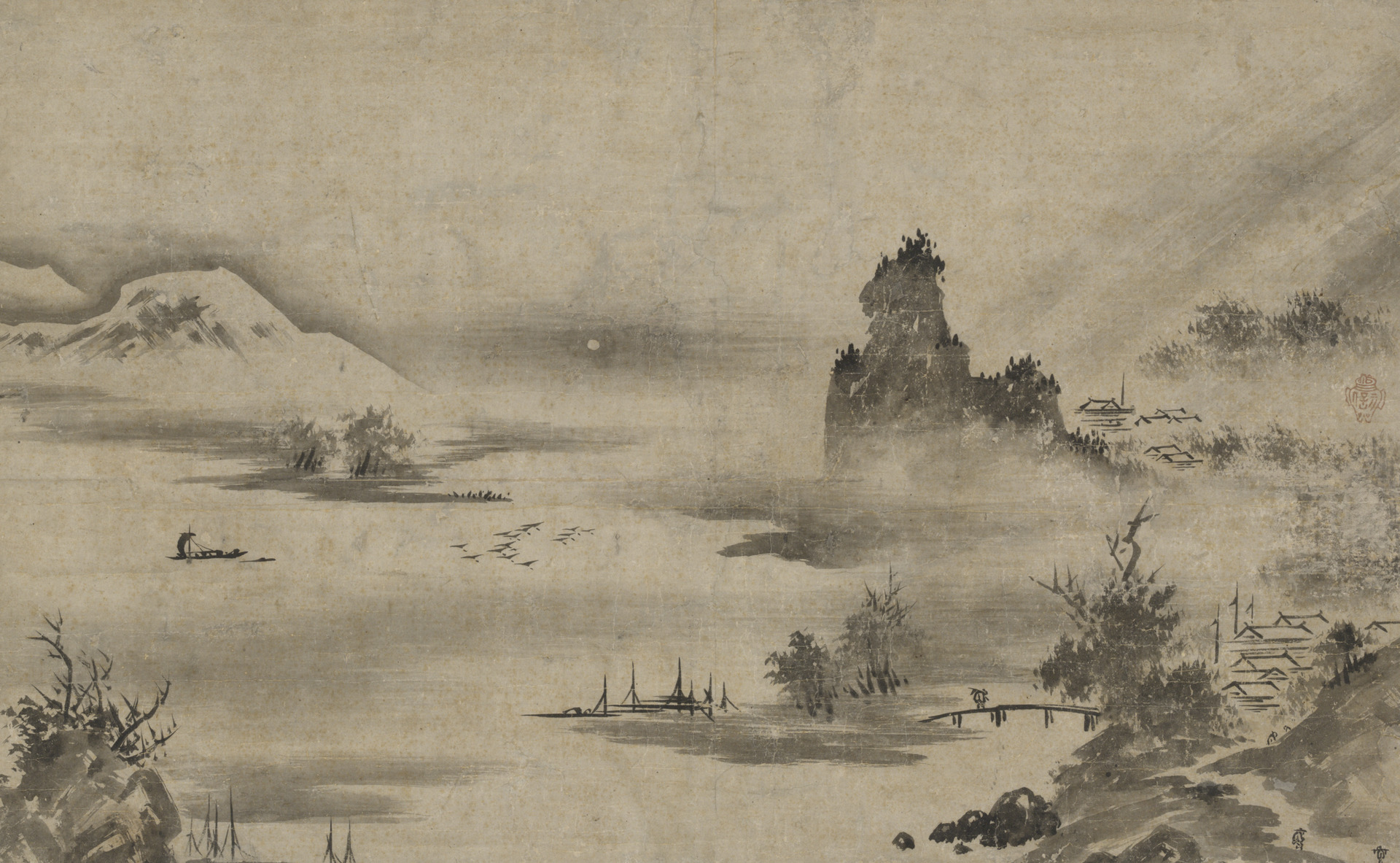
Восемь видов региона Сяо Сян. Галерея Йельского университета

Мотонобу начинал творческий путь в стиле китайской монохромной живописи суйбокуга, следуя стилю своего отца. В ранних работах прослеживается влияние живописи Масанобу и буддийской живописи дзэн. Примером может послужить картина, написанная по заказу монаха Дайкю Кокуси. Это одна из четырёх картин, написанная Мотонобу с изображением озера Дунтин. Художник изобразил заснеженный вечерний пейзаж и сильный порыв ветра, который предшествует дождю. Дзэн-буддисты уделяли особое внимание переходным состояниям природы и считали, что путем созерцания этих природных изменений человек может прийти к истине. Это произведение интересно с технической точки зрения: живопись по шёлку не терпит ошибок, и неверно нанесенные штрихи уже нельзя исправить. Разная интенсивность цвета и толщины линий свидетельствуют о высочайшем уровне освоения техники монохромной живописи.
Кано Мотонобу известен как один из талантливейших мастеров школы Кано. Рисовал пейзажи и портреты, выполнял также заказы по монументальной настенной живописи, изображал на своих картинах птиц и цветы. Одними из крупнейших его произведений являются художественные работы в храмах Рэйун-ин и Дайсэн-ин в Киото, а также 3 свитка с «Легендами о горе Оэ». В своём творчестве Кано Мотонобу соединил достижения китайской художественной традиции с вершинами японского изобразительного искусства, этот стиль именуется вакан (яп. 和漢). Пейзажи рисовал как многоцветные, так и монохромные, а также с использованием золотой фольги.
Вероятно, Кано Мотонобу учился технике монохромной живописи у своего отца и практически сразу продемонстрировал свой талант и получил несколько крупных заказов. К его покровителям относится сёгунат Асикага, представители правящей элиты, купеческого сословия, а также буддийская община. Буддийские храмы покровительствовали школе Кано, снабжая заказами не только на стенную роспись и ширмы, но и иконы и картины на религиозные сюжеты, тогда как для синтоистских святилищ художники Кано оформляли вотивные дощечки эма. В буддийских и исторических картинах Мотонобу отдавал предпочтение колориту и технике школы Тоса.
В творчестве Мотонобу сочетаются стилевые качества всех величайших художников прошлого, таких как Сессю и Соами. Но для стиля Мотонобу характерна совершенно новая трактовка контура: линии контуров, к примеру, в скалах, смягчаются растительностью. Считается[кем?], что Кано Мотонобу является первопроходцем живописного жанра «цветы и птицы» в Японии.
Способ изображения воды в картинах Мотонобу, особенно там, где он пишет водопады, а именно то, как он изображает капли воды и формирует их очертaния, в дальнейшем использовался многими художниками и мастерами гравюры. Он встречается, к примеру, в Большой Волне в Канагаве Хокусая.

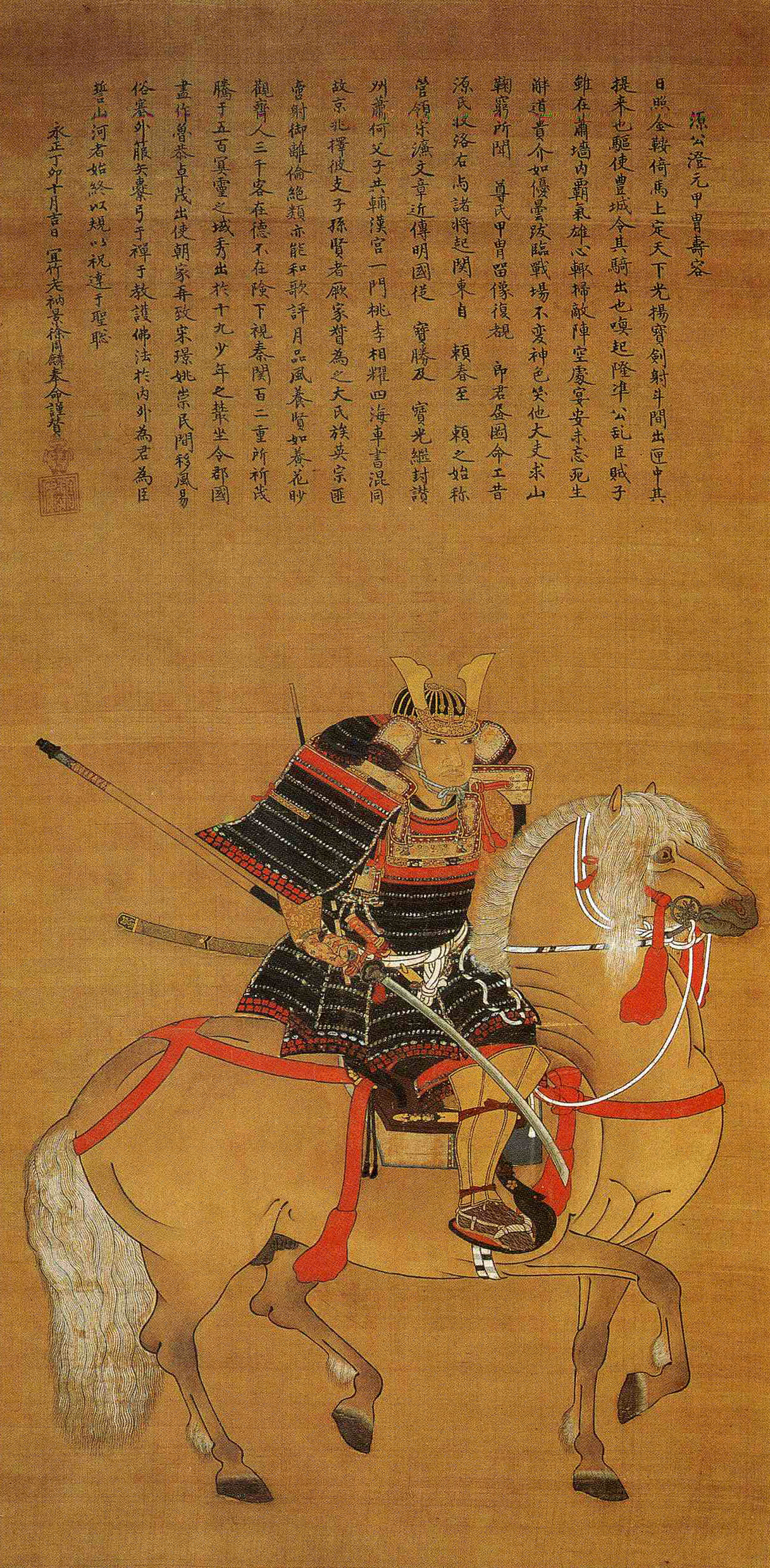
Конный портрет Хосокавы Сумимото (1489—1520). 1507 г. Музей «Эйсэй Бунко»
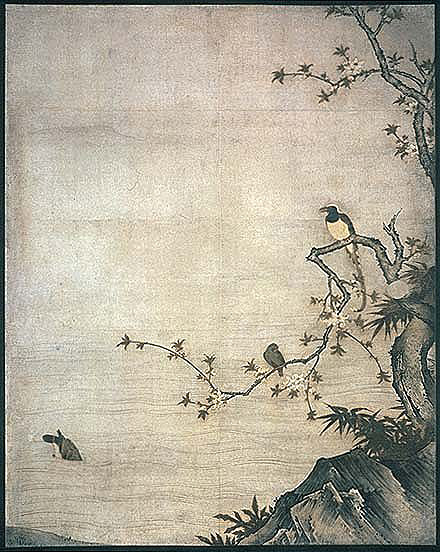
Цветы и птицы. ок. 1513. Дайсэн-ин, Дайтокудзи, Киото
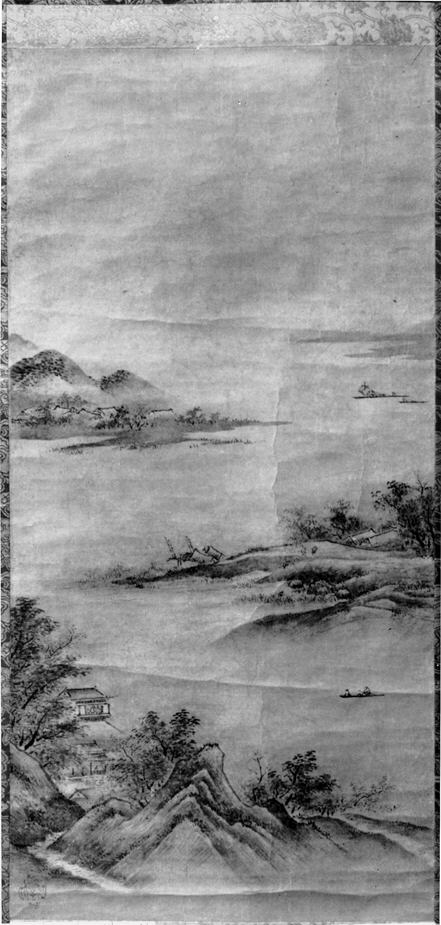
Пейзаж. До 1499 г. Музей Метрополитен, Нью-Йорк

## Каллиграфия
Мотонобу также был мастером каллиграфии, в частности, стиля кайсё («уставного»), где каждая линия преднамеренно выполнена ясно и понятно, стиля гёсё («полукурсива»), который более художественно-выразителен, линии более плавные, а также стиля сосё («скоропись»). Он применял принятое в каллиграфии терминологическое разделение стилей и к изобразительному искусству стиля канга, деля картины по манере изображения линий.